# Anastasia Masaro
Anastasia Masaro (* 12. November 1974 in Toronto, Ontario) ist eine kanadische Szenenbildnerin und Artdirectorin.

## Leben
Masaro begann ihre Karriere im Filmstab 1997, zu ihren ersten Arbeiten zählte der kanadische Science-Fiction-Horrorfilm Cube. Sie war in den darauf folgenden Jahren auch für das Fernsehen tätig, darunter für die Fernsehserie Raven, die Miniserie The Company – Im Auftrag der CIA und einige Fernsehfilme. 2005 arbeitete sie erstmals mit Terry Gilliam für dessen Fantasyfilm Tideland. Für ihre zweite Zusammenarbeit mit Terry Gilliam, Das Kabinett des Doktor Parnassus, war sie gemeinsam mit David Warren und Caroline Smith 2010 für den Oscar in der Kategorie Bestes Szenenbild sowie den BAFTA Film Award in der Kategorie Bestes Szenenbild nominiert. Masaro war zudem zwei Mal für den „Excellence in Production Design Award“ der Art Directors Guild nominiert.

## Filmografie (Auswahl)
- 1997: Cube
- 1998: Simon Birch
- 2005: The Perfect Man
- 2005: Tideland
- 2007: Dead Silence
- 2009: Das Kabinett des Doktor Parnassus (The Imaginarium of Doctor Parnassus)
- 2013: Gangster Chronicles (Pawn Shop Chronicles)
- 2013: Mama
- 2017: Flatliners
- 2018: Tully

## Auszeichnungen (Auswahl)
- 2010: Oscar-Nominierung in der Kategorie Bestes Szenenbild für Das Kabinett des Doktor Parnassus
- 2010: BAFTA-Film-Award-Nominierung in der Kategorie Bestes Szenenbild für Das Kabinett des Doktor Parnassus